# Gai Fabi Dorsó Licí
Gai Fabi Dorsó Licini (en llatí: Gaius Fabius Dorsuo Licinus) va ser un magistrat romà. Formava part de la gens Fàbia, i de la família dels Dorsó, d'origen patrici.
Era fill o potser net del cònsol Marc Fabi Dorsó, i pare del també cònsol (246 aC) Marc Fabi Dorsó Licí. Ell mateix va ser cònsol l'any 273 aC juntament amb Gai Claudi Canina, però va morir en el transcurs del seu any de comandament. Durant el seu consolat es van fundar colònies a Cosa i Paestum i es va rebre una ambaixada del rei Ptolemeu II Filadelf.